# تلمبه عبدالله اسفندیارپور
تلمبه عبدالله اسفندیارپور یک منطقهٔ مسکونی در ایران است که در دهستان گلستان (سیرجان) واقع شده‌است.